# Dendronephthya andamanensis
Dendronephthya andamanensis är en korallart som beskrevs av Henderson 1909. Dendronephthya andamanensis ingår i släktet Dendronephthya och familjen Nephtheidae. Inga underarter finns listade i Catalogue of Life.